# Tephrosia cordatistipula
Tephrosia cordatistipula är en ärtväxtart som beskrevs av Jan Bevington Gillett. Tephrosia cordatistipula ingår i släktet Tephrosia och familjen ärtväxter. IUCN kategoriserar arten globalt som livskraftig. Inga underarter finns listade i Catalogue of Life.